# Paillant
Paillant (en criollo haitiano Payan) es una comuna de Haití que está situada en el distrito de Miragoâne, del departamento de Nippes.

## Historia
Pasó a ser comuna en 2003.

## Secciones
Está formado por las secciones de:
- Salagnac (que abarca la villa de Paillant)
- Bezin II

## Demografía
| Gráfica de evolución demográfica de Paillant entre 2009 y 2015 |
|                                                                |

Los datos demográficos contemplados en este gráfico de la comuna de Paillant son estimaciones que se han cogido de 2009 a 2015 de la página del Instituto Haitiano de Estadística e Informática (IHSI). 